# Yarmouth (Canada)
Yarmouth è una cittadina portuale del Canada, situata nella parte meridionale della Nuova Scozia, sul golfo del Maine e capoluogo dell'omonimo distretto.

## Economia
Nel corso del XIX secolo fu un importantissimo centro di cantieristica navale ma, con l'avvento delle navi a vapore, l'attività declinò rapidamente. Le attività economiche prevalenti sono la pesca, soprattutto delle aragoste, i trasporti tramite traghetti e il turismo. La città è dotata di un ospedale, scuole, un centro acquisti, uno yacht club, ristoranti e pub.

## Infrastrutture e trasporti
Nelle sue immediate vicinanze si trova un piccolo scalo aeroportuale, l'aeroporto di Yarmouth, che durante la seconda guerra mondiale indicato come RCAF Yarmouth, ospitò reparti della Royal Canadian Air Force (RCAF) e Royal Air Force (RAF), le rispettive aeronautiche militari di Canada e Regno Unito.
Un servizio veloce di ferry la collega con i centri statunitensi di Portland e di Bar Harbor. Yarmouth è inoltre connessa con il Nuovo Brunswick ed il Maine mediante un'autostrada.